# Such a Little Queen (film 1914)
Such a Little Queen è un film muto del 1914 diretto da Hugh Ford e Edwin S. Porter.
A teatro, il lavoro originale di Channing Pollock era andato in scena a Broadway il 31 agosto 1909, interpretato da Elsie Ferguson. Nel 1913, la commedia ispirò un musical di Reginald De Koven dal titolo Her Little Highness, ma il lavoro non viene citato nei credits del film.
Ne fu fatto un altro adattamento per il cinema con il remake Such a Little Queen del 1921, diretto da George Fawcett e interpretato da Constance Binney.

## Trama
Anna Vittoria, regina dell'Erzegovina, viene esiliata e costretta a vivere in povertà negli Stati Uniti. Nel frattempo, anche re Stefano di Bosnia, che la regina ama ma che non può sposare per ragioni politiche, è esiliato. Pure lui arriva così in America. I due, per sopravvivere, sono costretti a cercarsi un lavoro. Lo trovano nella ditta di imballaggi del ricco commerciante di carne Adolph Lauman che decide di combinare il matrimonio di sua figlia con Stefano in modo da farle aprire le porte della società più esclusiva. Ma la ragazza è innamorata di un altro: riesce a convincere il padre a lasciarla sposare il suo spasimante. Intanto, Anna Vittoria e Stefano, ritornati nei loro regni, si possono finalmente sposare e unire le due monarchie in una sola.

## Produzione
Il film fu prodotto dalla Famous Players Film Company.

## Distribuzione
Distribuito dalla Paramount Pictures, il film uscì nelle sale cinematografiche USA il 21 settembre 1914. La pellicola è, presumibilmente, perduta.